# 백 투 바탄
백 투 바탄(Back To Bataan)은 미국에서 제작된 에드워드 드미트릭 감독의 1945년 전쟁, 드라마 영화이다. 존 웨인 등이 주연으로 출연하였다.

## 출연

### 주연
- 존 웨인
- 앤서니 퀸

### 조연
- 벨루아 본디
- 펠리 프랜쿠엘리
- 리처드 루
- 로렌스 티에니

## 제작진
- 제작팀장: 세론 워스
- 의상: 레니